# Adam Caruso
Adam Caruso (* 8. Februar 1962 in Montreal) ist ein britischer Architekt und Universitätsprofessor.

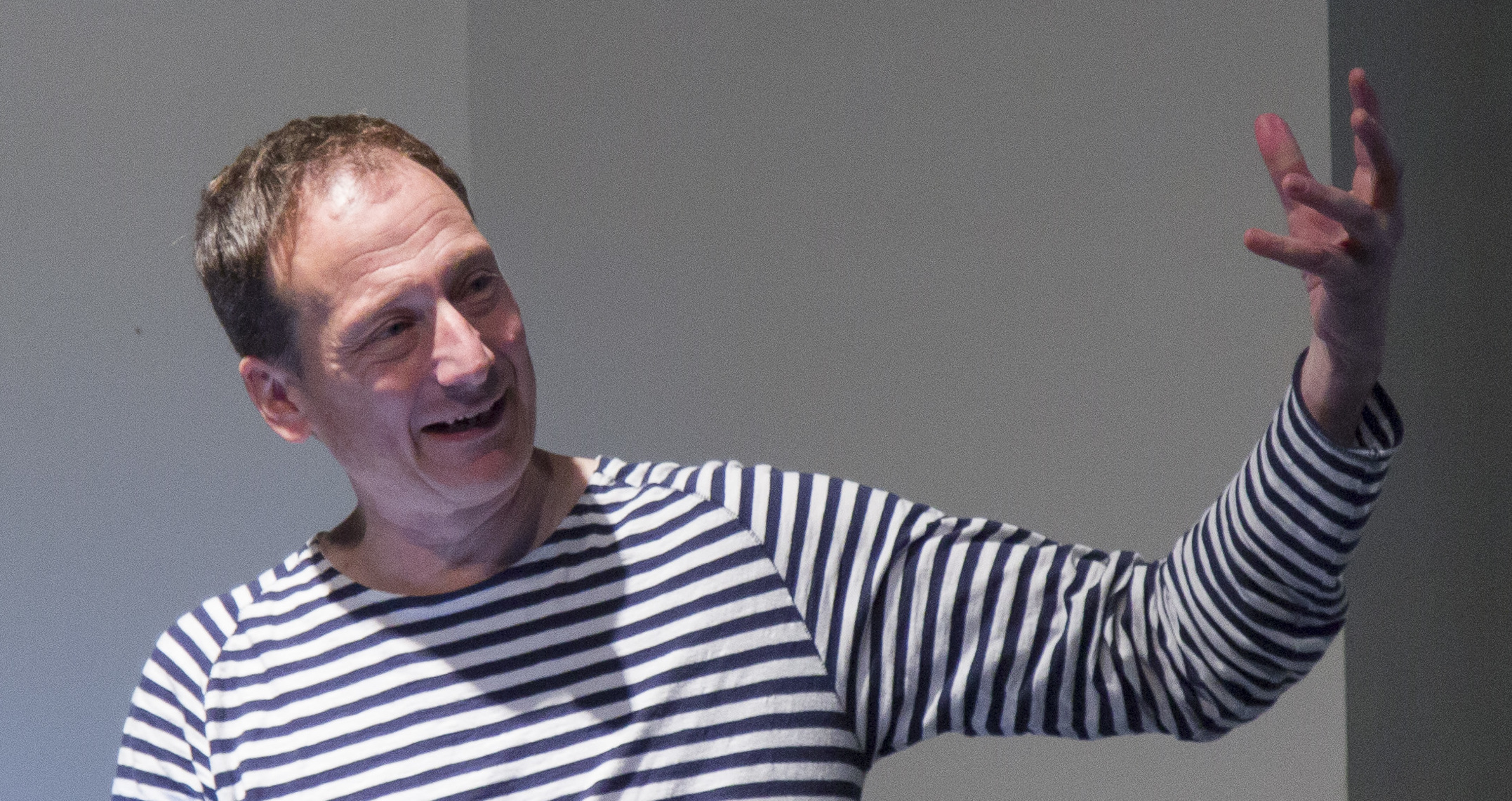
Adam Caruso, 2016

## Werdegang
Adam Caruso studierte Architektur an der McGill-Universität und gründete 1990 mit Peter St. John das Architekturbüro Caruso St John Architects in London und Zürich. Caruso lehrte als Dozent an der University of North London (1990–2000), als Gastprofessor an der Academia di Architettura di Mendrisio (1999–2001), als Professor an der University of Bath (2002–2005), als Gastkritiker an der Graduate School of Design der Harvard University (2005), als Gastprofessor an der London School of Economics (2007–2010), als Gastprofessor an der ETH Zürich (2007–2009) und seit 2011 als ordentlicher Professor an der ETH Zürich.
Caruso vertrat Großbritannien 2018 bei der Architektur-Biennale in Venedig.

## Preise
- 2016: Stirling-Preis für die Newport Street Gallery

## Veröffentlichungen
- The Feeling of Things;
- Rudolf Schwarz and the Monumental Order of Things;
- Asnago Vender and the Construction of Modern Milan;
- The Stones of Fernand Pouillon: An Alternative Modernism in French Architecture;
- Hopkins in the City.